# Niewierz (przystanek kolejowy)
Niewierz – nieczynny przystanek kolejowy w Chojnie, w gminie Bobrowo, w powiecie brodnickim, w województwie kujawsko-pomorskim, w Polsce. Przystanek został zamknięty w dniu 1 października 1999 roku.